# Great Neck Plaza
Great Neck Plaza – wieś w Stanach Zjednoczonych, w stanie Nowy Jork, w hrabstwie Nassau.